# رالف والر
رالف والر (بالإنجليزية: Ralph Waller)‏ هو عالم عقيدة بريطاني، ولد في 11 ديسمبر 1945.